# Huta Szkła Wołomin

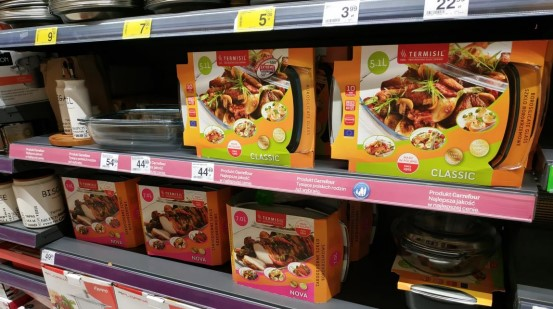
Szkło Termisil w sklepie

Termisil Glass Sp. z o.o. (Huta Szkła Wołomin) – huta szkła z zarządem czeskiego przedsiębiorstwa KavalierGlass oraz jeden z trzech europejskich producentów szkła borokrzemowego (żaroodpornego) z własną zastrzeżoną marką szkła Termisil. Szkło borokrzemowe ma zastosowanie w przemyśle AGD, laboratoryjnym, chemicznym, oświetleniowym, medycznym i innych.

## Historia
Początki powstania huty sięgają 1905 roku. Po II wojnie światowej władze komunistyczne PRL miały początkowo duże poparcie wśród pracowników – niemal połowa z nich huty należała do PPR. W 1949 r. w Wołominie podjęło pracę Biuro Studiów i Projektów Przemysłu Szklarskiego, przeniesione tu z Warszawy. Powstały wówczas Wołomińskie Zakłady Szklarskie, znacznie rozbudowane w okresie planu 6-letniego (1950-1955).

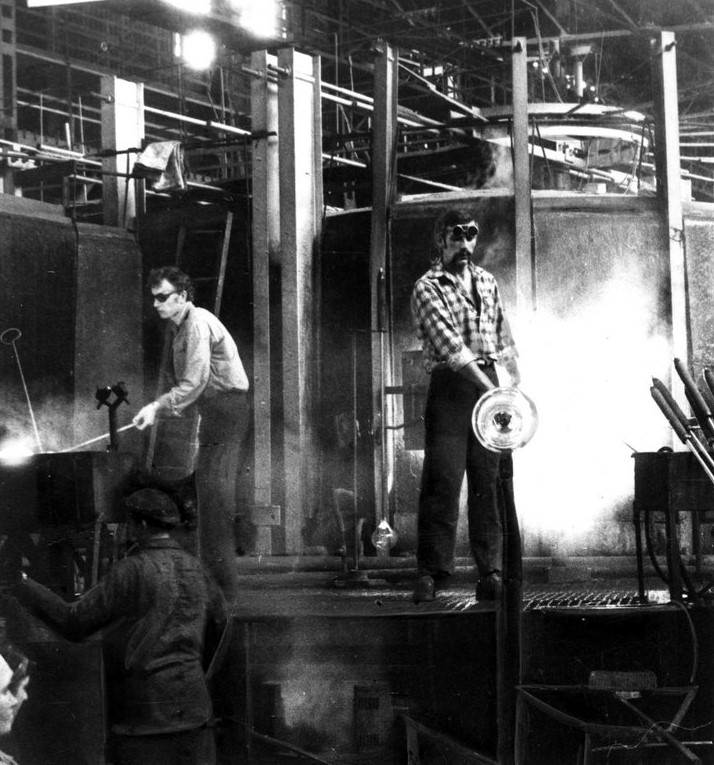
Hutnicy szkła w pracy

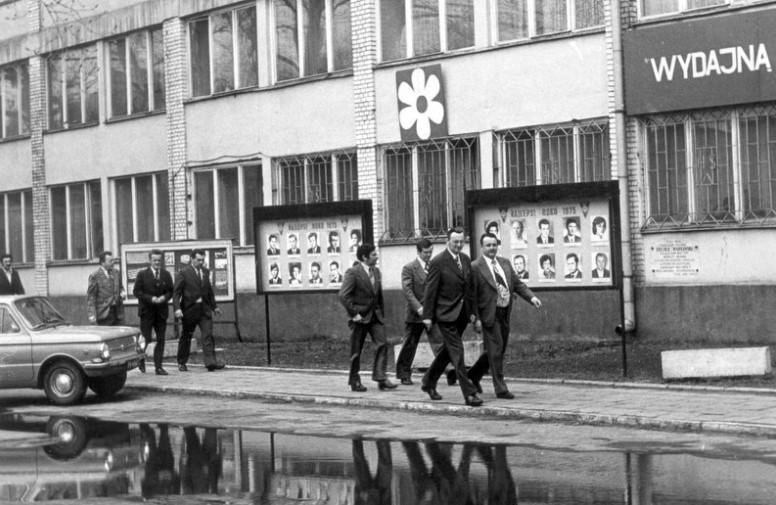
Zarząd idący do pracy

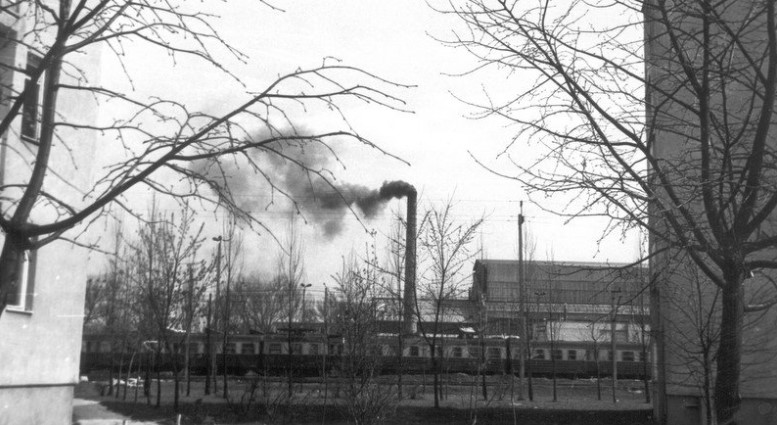
Dawna huta Wołomin

W latach 1959–1965 na rozbudowę Wołomińskich Zakładów Szklarskich państwo przeznaczyło 140 mln zł. Dzięki temu uruchomiono oddziały produkcji i obróbki szkła laboratoryjnego oraz termosów, wprowadzono pełną automatyzację produkcji butelek. Dalsze inwestycje zakładów, noszących wówczas imię działacza PPR i AL Feliksa Paplińskiego, umożliwiły modernizację działu opakowań szklanych.
Najpomyślniejsza dla huty była dekada Gierka (1970-1980). Wówczas to uruchomiono automatyczną produkcję szklanek termoodpornych. Huta osiągnęła najwyższy w swej historii poziom produkcji. W 1978 r. zatrudniała 2200 pracowników. W pełni zautomatyzowany zakład A (dawna huta Vitrum) wytwarzał szkło opakowaniowe, natomiast zakład B z nową halą produkcyjną (dawna Praca) – szkło techniczne i laboratoryjne. 1 lipca 1980 r. uruchomiono w hucie linię produkcyjną na licencji japońskiej, produkującą szkło stołowe.
Nie było żadnych problemów ze zbytem, bowiem chłonny rynek ZSRR i państw RWPG kupował każdy towar. Huta była największym przedsiębiorstwem w Wołominie. Wybudowała dla swoich pracowników osiedle mieszkaniowe, ośrodki wczasowe, dom kultury oraz założyła orkiestrę dętą. Wspierała przez długie lata Zespół Szkół Szklarskich.
Po sierpniu 1980 huta stała się największym w mieście ośrodkiem NSZZ „Solidarność”.

### Lata 1990–2000
Przemiany ustrojowe po 1989 r., przejście do gospodarki wolnorynkowej, usamodzielnienie przedsiębiorstw doprowadziły hutę do kryzysu. Upadek ZSRR, rozwiązanie RWPG, kryzys w Rosji spowodowały utratę rynku zbytu na wschodzie. Opakowania szklane zaczęły masowo zastępować teraz tworzywa sztuczne. Rynek zbytu na szkło gwałtownie malał.
Dyrekcje huty nie przeprowadziły w porę prywatyzacji. Brak uregulowania stosunków własnościowych zniechęcał do współpracy ewentualnych partnerów strategicznych, hutą nie zainteresował się kapitał zagraniczny. W rezultacie długi zakładu stale rosły, produkcja stawała się przestarzała, bowiem po epoce Gierka nie inwestowano tu w nowe technologie. Nie pomogło pozbycie się ośrodków wczasowych, przejęcie przez miasto osiedla mieszkaniowego i domu kultury. Z braku zbytu produkcja i zatrudnienie nieustannie malały. W końcu pozostało w hucie niewiele ponad 1 tys. pracowników.  Ostatecznie zakład zakończył swą działalność państwową 1 lipca 1999 r.

### Po 2000 r.
W 2000 roku dawny "oddział B" huty odkupiło małżeństwo z Krosna, Anna i Janusz Michnowie. Wyroby powracały na rynek, tym razem w nowych opakowaniach, w coraz szerszym asortymencie. Specjaliści fabryczni opracowali technologię produkcji szkła borowo-krzemowego Termisil. Zatrudnienie znalazło około 200 osób. Nowi właściciele pozyskiwali dotacje z Unii Europejskiej oraz z budżetu państwa na rozwój Wołomińskiej huty szkła. W 2006 roku Najwyższa Izba Kontroli uznała, że była to jedna z najbardziej udanych prywatyzacji na terenie województwa mazowieckiego. Rozwijana była produkcja szkła prasowanego (brytfanki, salaterki) i cienkościennego (szklanki, filiżanki, kubki i dzbanki). Inwestycja ta pochłonęła 45,2 mln zł i zwiększyła zatrudnienie do około 300 osób. W roku 2009 przedsiębiorstwo znalazło się jednak w kłopotach finansowych i zostało wrogo przejęte. W 2019 roku hutą zainteresował się czeski inwestor Otakar Mot’ka, który posiadał pod swoim zarządem hutę Kavalierglass w Sázavie. Wołomińska huta została wykupiona, a jej długi spłacone. Wdrożono technologię hartowania szkła i poszerzono ofertę produktową. Zamknięto jednak wydział szkła cienkościennego, a część nowoczesnych maszyn przeniesiono do Czech. W roku 2022, w wyniku trzystuprocentowej podwyżki cen gazu oraz spadku popytu na wyroby szklane, huta odnotowała bardzo duże straty. Liczne awarie oraz przerwy w produkcji, wraz ze zwiększoną ceną surowców do wytopu masy szklanej, przyczyniły się do podjęcia decyzji przez zarząd firmy o wyłączeniu ostatniego elementu produkcji – elektrodowego pieca szklarskiego w 2022 roku (w trakcie tej operacji doszło do zawalenia się wanny i wycieku kilku ton ciekłego szkła).